# Doyet
Doyet – miejscowość i gmina we Francji, w regionie Owernia-Rodan-Alpy, w departamencie Allier.

## Demografia
Według danych na rok 1990 gminę zamieszkiwały 1203 osoby, a gęstość zaludnienia wynosiła 44 osoby/km². W styczniu 2015 r. Doyet zamieszkiwały 1262 osoby, przy gęstości zaludnienia wynoszącej 46,2 osób/km².